# Karen Lachmann
Karen Vilhelmine Lachmann, född 30 maj 1916 i Peking, död 30 september 1962 i Gentofte, var en dansk fäktare.
Lachmann blev olympisk silvermedaljör i florett vid sommarspelen 1948 i London.